# Йохан Адолф (Шлезвиг-Холщайн-Готорп)
Йохан Адолф фон Шлезвиг-Холщайн-Готорп (на немски: Johann Adolf von Schleswig-Holstein-Gottorf; * 27 февруари 1575, дворец Готорп; † 31 март 1616, Шлезвиг) от Дом Олденбург, е първият лутерански, евангелски княжески епископ на Любек (1586 – 1607) и епископ, архиепископ на Бремен и Хамбург (1585 – 1596), също херцог на Шлезвиг-Холщайн-Готорп (1590 – 1616).

## Живот
Той е третият син на Адолф I фон Шлезвиг-Холщайн-Готорп (1526 – 1586) и принцеса Кристина фон Хесен (1543 – 1604), най-малкта дъщеря на Филип I фон Хесен и Кристина Саксонска. Баща му е третият син на крал Фридрих I от Дания (1471 – 1533).
Йохан Адолф е възпитаван в Касел в двора на чичо му Вилхелм IV фон Хесен-Касел (1532 – 1592). За издръжката му Йохан Адолф получава на единадесет години две епископски служби.
След смъртта на двамата му по-големи братя Фридрих II (1568 – 1587) и Филип (1570 – 1590) Йохан Адолф на 15 години става херцог на Шлезвиг-Холщайн-Готорп. По-късно той дава двете си епископства на по-малкия си брат Йохан Фридрих. Сестра му Христина (1573 – 1625) се омъжва през 1592 г. за крал Карл IX от Швеция (1550 – 1611).

## Фамилия
Йохан Адолф се жени на 30 август 1595 г. в Копенхаген за принцеса Августа Датска (* 8 април 1580; † 5 февруари 1639), дъщеря на датския крал Фридрих II и София фон Мекленбург. Тя е сестра на датския крал Кристиан IV (упр. 1588 – 1648), женен от 1597 г. за принцеса Анна Катарина, дъщеря на курфюрст Йоахим Фридрих фон Бранденбург. Йохан Адолф и Августа Датска имат децата:
- Фридрих III (1597 – 1659), херцог на Шлезвиг-Холщайн-Готорп, жени се 1630 г. за Мария Елизабет Саксонска (1610 – 1684)
- Елизабет София (1599 – 1627), омъжена 1621 г. за херцог Август от Саксония-Лауенбург (1577 – 1656)
- Адолф (1600 – 1631), военен
- Доротея Августа (1602 – 1682), омъжена за херцог Йоахим Ернст фон Шлезвиг-Холщайн-Зондербург-Пльон (1595 – 1671)
- Хедвиг (1603 – 1657), омъжена 1620 г. за пфалцграф и херцог Август фон Пфалц-Зулцбах (1582– 1632)
- Анна (1604 – 1623)
- Йохан X (1606 – 1655), протестантски княжески епископ на Любек (1634 – 1655)
- Христиан (* 1 декември 1609)